# Imaginary Heroes
Imaginary Heroes è un film del 2004 scritto e diretto da Dan Harris.

## Trama
Ritratto di una famiglia che dietro la facciata di classica famiglia americana nasconde ipocrisie e molte problematiche, che si ritrova ad affrontare il lutto, dopo il suicidio del primogenito Matt. Ognuno dei membri della famiglia affronterà il lutto in maniera diversa, dal padre che non riesce a reagire alla madre che inizia a fumare marijuana.